# 滨蒿内酯
滨蒿内酯是一种天然的有机化合物，分子式C11H10O4，或称为6,7-二甲氧基香豆素，存在于中草药猪毛蒿（学名：Artemisia scoparia ）中，可能具有血管舒張、免疫抑制等药理学作用。